# Antanas Baranauskas
Antanas Baranauskas (llatí: Antonius Baranowski, polonès: Antoni Baranowski, (17 de gener de 1835 a Anykščiai – 26 de novembre de 1902) va ser un poeta, matemàtic i catòlic lituà, bisbe de Sejny. Baranauskas és conegut per ser l'autor dels šilelis Anykščių (El Bosc d'Anykščiai), un conegut poema lituà. Durant la seva vida va utilitzar diversos pseudònims, com ara AB, Bangputys, Jurksztas Smalaūsis, Jurkštas Smalaūsis i Baronas. També va escriure poesia en polonès.

## Llegat
Abans de Baranauskas, les principals llengües considerades formals de la zona eren el rus i el polonès. Baranauskas va ser un dels principals individus responsables de tornar a legitimar el lituà, i per extensió, la cultura lituana. Referint-se a Baranauskas en una conferència, el poeta lituà principis del segle xx Maironis una vegada va dir:
| «          | Sense ell, potser no hi hauria un nosaltres | » |
| — Maironis |                                             |   |

La Casa de Baranauskas es conserva al Parc Regional Anykščiai.